# Eleocharis melanostachys
Eleocharis melanostachys là loài thực vật có hoa trong họ Cói. Loài này được (d'Urv.) C.B.Clarke mô tả khoa học đầu tiên năm 1902.